# توم دراموند
توم دراموند (بالإنجليزية: Tom Drummond)‏ هو موسيقي أمريكي، ولد في 30 يونيو 1969 في شريفبورت في الولايات المتحدة.

## وصلات خارجية
- توم دراموند على موقع ميوزك برينز (الإنجليزية)
- توم دراموند على موقع ديسكوغز (الإنجليزية)